# Victoria Pedretti
Victoria Pedretti, född den 23 mars 1995 i Philadelphia, Pennsylvania, är en amerikansk skådespelare.
Pedretti har bland annat medverkat i TV-serierna The Haunting of Hill House år 2018, The Haunting of Bly Manor år 2020, You 2019-2023. Hon har även medverkat i filmen Once Upon a Time in Hollywood från 2019.   

## Filmografi (i urval)
- 2018: The Haunting of Hill House
- 2019: The Haunting of Bly Manor
- 2019: Once Upon a Time in Hollywood
- 2019-2023: You